# Wodiane (rejon wołnowaski)
Wodiane (ukr. Водяне) – wieś na Ukrainie, w obwodzie donieckim, w rejonie wołnowaskim. W 2001 liczyła 324 mieszkańców.